# François Xavier Nguyễn Văn Sang
François Xavier Nguyễn Văn Sang (Hanoi, 8 gennaio 1931 – Thái Bình, 5 ottobre 2017) è stato un vescovo cattolico vietnamita.

## Biografia
François Xavier Nguyễn Văn Sang nacque l'8 gennaio 1931 ad Hanoi.
Sentita fin da bambino la vocazione religiosa, iniziò il suo percorso di studio presso il seminario minore di Hoàng Nguyên, poi al seminario maggiore sulpiziano e, dopo 2 anni di studio al liceo francese, conseguì il baccalaureato in linguistica e filosofia.
Nel 1954, alla fine della guerra, fuggì a sud, stabilendosi inizialmente a Vĩnh Long. Tuttavia poco tempo dopo, ritornò nella capitale settentrionale accogliendo l'invito dell'allora vicario apostolico di Hanoi, il futuro cardinale Joseph Marie Trịnh Như Khuê. Qui lavorò come tipografo per mantenersi, mentre frequentava il seminario San Giovanni tra il 1955 e il 1958, unico seminarista presente ad Hanoi in quegli anni.

### Ministero sacerdotale
Fu ordinato presbitero il 18 aprile 1958 nella cattedrale di San Giuseppe dal futuro cardinale Joseph Marie Trịnh Như Khuê.
Dopo l'ordinazione sacerdotale fu nominato parroco per la parrocchia di Hàm Long e contemporaneamente fu professore per il seminario minore San Giovanni di Hanoi. Nel 1970 fu riaperto il seminario maggiore San Giuseppe, ove fu professore dal 1973 al 1981.
Nel 1978 si recò a Roma accompagnando il vescovo di Hưng Hóa Pierre Marie Nguyễn Huy Quang per partecipare alla Conferenza sulla Missione organizzata dalla Congregazione per l'evangelizzazione dei popoli e in quell'occasione assistette ai funerali di Paolo VI e di Giovanni Paolo I, nonché all'elezione di quest'ultimo e di Giovanni Paolo II. L'anno successivo fu nuovamente a Roma accompagnando Joseph-Marie Trịnh Văn Căn per la sua creazione a cardinale. 
Tornato in patria, fu nominato parroco della cattedrale di Hanoi e vicario generale dell'arcidiocesi.

### Ministero episcopale
Il 24 marzo 1981 papa Giovanni Paolo II lo nominò vescovo ausiliare di Hanoi, assegnandogli la sede titolare di Sarda. Ricevette l'ordinazione episcopale il 22 aprile 1981 per imposizione delle mani del cardinale Joseph-Marie Trịnh Văn Căn.
Nel maggio 1990 fu nominato amministratore apostolico di Thái Bình, ma già il 3 dicembre dello stesso anno ne fu nominato vescovo da Giovanni Paolo II.
In seno alla conferenza episcopale del Vietnam fu segretario generale per due mandati dal 1983 al 1989, vicepresidente della conferenza episcopale per due mandati dal 1989 al 1995 e presidente del comitato per i laici per tre mandati dal 1995 al 2004.
Durante gli anni del suo ministero si impegnò attivamente per migliorare la condizione di vita delle fasce più povere della comunità. Tra le principali opere si possono ricordare il finanziamento con il supporto dell'UNICEF della costruzione di oltre cinquecento pozzi per le necessità idriche nei villaggi più isolati, indipendentemente dall'appartenenza religiosa. Favorì anche i movimenti missionari parrocchiali per lo studio delle Sacre Scritture e l'evangelizzazione, premurandosi inoltre di garantire la miglior formazione possibile per i seminaristi, favorendo anche lo studio all'estero. Trattò con il governo per le concessioni in materia di libertà religiosa e la restituzione e riapertura di molte strutture sequestrate fin dalla fine della guerra.
È ricordato anche per essere sempre stato un uomo del dialogo, dal forte spirito di conciliazione, in senso ecumenico ed umano, che promosse la fratellanza tra i cristiani e gli appartenenti ad altri culti, particolarmente i buddisti, nonché i rapporti sempre cordiali e di reciproca fiducia con le autorità governative.
Nel 2004 è stato insignito della medaglia dell'Ordine della Grande unità nazionale.
Il 17 luglio 2005 inaugurò ufficialmente i lavori di costruzione della nuova cattedrale di Thái Bình in sostituzione della precedente e la consacrò il 13 ottobre 2007.
Resse la diocesi per oltre diciotto anni, ritirandosi per raggiunti limiti d'età il 25 luglio 2009.
Fu anche uno scrittore assai prolifico, guadagnando anche una certa fama in patria con oltre cento testi pubblicati, alcuni anche tradotti in altre lingue, tra i quali uno dei principali è stato Bước đường hành hương (traducibile come cammino del pellegrino), nonché raccolte di poesie e testi riguardanti non solo la vita religiosa, ma anche la quotidianità e il difficile passato del Vietnam.
Morì a Thái Bình il 5 ottobre 2017 all'età di 86 anni.

## Genealogia episcopale
La genealogia episcopale è:
- Cardinale Scipione Rebiba
- Cardinale Giulio Antonio Santori
- Cardinale Girolamo Bernerio, O.P.
- Vescovo Claudio Rangoni
- Arcivescovo Wawrzyniec Gembicki
- Arcivescovo Jan Wężyk
- Vescovo Piotr Gembicki
- Vescovo Jan Gembicki
- Vescovo Bonawentura Madaliński
- Vescovo Jan Małachowski
- Arcivescovo Stanisław Szembek
- Vescovo Felicjan Konstanty Szaniawski
- Vescovo Andrzej Stanisław Załuski
- Arcivescovo Adam Ignacy Komorowski
- Arcivescovo Władysław Aleksander Łubieński
- Vescovo Andrzej Stanisław Młodziejowski
- Arcivescovo Kasper Kazimierz Cieciszowski
- Vescovo Franciszek Borgiasz Mackiewicz
- Vescovo Michał Piwnicki
- Arcivescovo Ignacy Ludwik Pawłowski
- Arcivescovo Kazimierz Roch Dmochowski
- Arcivescovo Wacław Żyliński
- Vescovo Aleksander Kazimierz Bereśniewicz
- Arcivescovo Szymon Marcin Kozłowski
- Vescovo Mečislovas Leonardas Paliulionis
- Arcivescovo Bolesław Hieronim Kłopotowski
- Arcivescovo Jerzy Józef Elizeusz Szembek
- Vescovo Stanisław Kazimierz Zdzitowiecki
- Cardinale Aleksander Kakowski
- Papa Pio XI
- Vescovo Jean-Baptiste Nguyễn Bá Tòng
- Vescovo Thaddée Anselme Lê Hữu Từ, O.Cist.
- Cardinale Joseph Marie Trịnh Như Khuê
- Cardinale Joseph-Marie Trịnh Văn Căn
- Vescovo François Xavier Nguyễn Văn Sang